# Ketura (biblická postava)
Ketura (hebrejsky קְטוּרָה‎, „Okouřená kadidlem“), přepisováno též jako Ketúra či Cetura, je biblická postava, která se podle knihy Genesis stala manželkou Abraháma po smrti jeho první ženy Sáry. Ketura se stala pramatkou šestnácti kmenů, z nichž dva, Šeba (hebrejsky שְׁבָא‎, Ševa) a Dedan (hebrejsky דְּדָן‎), náležejí určitě ke kmenům arabským. Podle židovské tradice podpořené autoritou předního komentátora tóry Rašiho byla Ketura totožná s Hagar.

## Spor o totožnost Ketury a Hagar
Na podporu odlišnosti obou postav se uvádějí biblické seznamy Hagařiných a Ketuřiných synů:
 Toto je rodopis Abrahamova syna Izmaela, kterého Abrahamovi porodila Sářina otrokyně Hagar egyptská. Toto jsou jména Izmaelových synů, podle nichž jsou pojmenovány jejich rody: Izmaelův prvorozený Nebajót, Kédar, Adbeel a Mibsám, Mišma, Dúma a Masa, Chadad, Téma, Jetúr, Náfiš a Kedma.
Mišma, Dúma a Masa."
Genesis 25:12-15
Abraham si vzal opět ženu; jmenovala se Ketúra. Porodila mu Zimrána a Jokšána, Medána a Midjána, Jišbáka a Šúacha. Ti všichni jsou synové Ketúřini." 
Genesis 25:1-2
Židovská výkladová posloupnost pardes však tradici o totožnosti Hagar a Ketury nijak nevyvrací. Jméno totiž ve starozákonní době „znamenalo víc než pouhé pojmenování.“ Jméno bylo považováno za součást duše a pokud u člověka došlo k zásadní změně v životních postojích nebo v postavení, mohlo se to projevit i změnou jména. A to byl i případ Hagar, která porodila svého syna Izmaela jako otrokyně, kdežto ostatní své syny již jako žena svobodná a duchovně obrozená.